# Posîva, Ostroh
Posîva (în ucraineană Посива) este un sat în comuna Novorodciîți din raionul Ostroh, regiunea Rivne, Ucraina.

## Demografie
Componența lingvistică a localității Posîva
     Ucraineană (100%)
Conform recensământului din 2001, toată populația localității Posîva era vorbitoare de ucraineană (100%).